# Urval
Urval è un comune francese di 115 abitanti situato nel dipartimento della Dordogna nella regione della Nuova Aquitania.

## Storia

### Simboli
Il comune di Urval ha ripreso il blasone della famiglia de Saint Ours: d'azzurro, all'orso d'oro, passante, accompagnato nel primo cantone del capo dal crescente montante dello stesso.

## Società

### Evoluzione demografica
Abitanti censiti